# Parodi Ligure
Parodi Ligure – miejscowość i gmina we Włoszech, w regionie Piemont, w prowincji Alessandria.
Według danych na styczeń 2010 gminę zamieszkiwały 762 osoby przy gęstości zaludnienia 61 os./1 km².